# Choristie

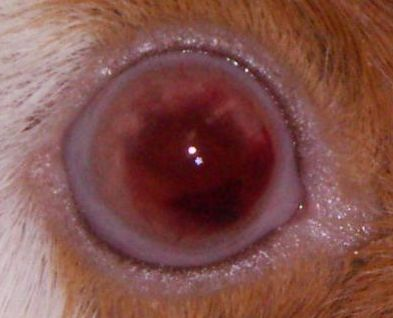
Osseäre Choristie

Als Choristie bezeichnet man eine angeborene Versprengung embryonalen Gewebes, beispielsweise von Nebennierenkeimgewebe in der Niere oder dem Samenstrang oder Oberhautgewebe im Eierstock.
Eine Geschwulst, die sich aus einer tumorartigen Vermehrung des versprengten ortsfremden Gewebes bildet, wird als Choristom bezeichnet.